# 全蒙古劳动党
全蒙古劳动党是蒙古国的一个政党。

## 简介
该党成立于2011年。在2012年国家大呼拉尔选举中，共有11个政党和2个政党联盟参选。最终有3个政党和1个政党联盟获得国家大呼拉尔席位。该党和共和党共同组成“第三力量”联盟（Gurav Dah Huchin），是参选的两个政党联盟之一，但该联盟未获得席位。